# Erching
Erching település Franciaországban, Moselle megyében. Lakosainak száma 418 fő (2022. január 1.). Erching Epping, Obergailbach és Rimling községekkel határos.

## Népesség
A település népességének változása:
| Lakosok száma | 346  | 428  | 425  | 444  | 411  | 400  | 415  | 420  | 423  | 418  |
|               | 1968 | 1982 | 1990 | 2006 | 2013 | 2015 | 2017 | 2019 | 2020 | 2022 |